# 24 ur Le Mansa 1976
24 ur Le Mansa 1976 je bila štiriinštirideseta vzdržljivostna dirka 24 ur Le Mansa. Potekala je 12. in 13. junija 1976.

## Rezultati

### Uvrščeni
| Poz | Razred | Št | Moštvo                        | Dirkači                                                     | Šasija                  | Motor                     | Krogi |
| --- | ------ | -- | ----------------------------- | ----------------------------------------------------------- | ----------------------- | ------------------------- | ----- |
| 1   | S 3.0  | 20 | Martini Racing Porsche System | Jacky Ickx Gijs van Lennep                                  | Porsche 936             | Porsche 2.1L Turbo Flat-6 | 349   |
| 2   | S 3.0  | 10 | Grand Touring Cars Inc.       | Jean-Louis Lafosse Francois Migault                         | Mirage GR8              | Ford Cosworth DFV 3.0L V8 | 338   |
| 3   | S 3.0  | 12 | Alain de Cadenet              | Alain de Cadenet Chris Craft                                | De Cadenet-Lola T380    | Ford Cosworth DFV 3.0L V8 | 337   |
| 4   | Gr.5   | 40 | Martini Racing Porsche System | Rolf Stommelen Manfred Schurti                              | Porsche 935             | Porsche 2.9L Turbo Flat-6 | 331   |
| 5   | S 3.0  | 11 | Grand Touring Cars Inc.       | Derek Bell Vern Schuppan                                    | Mirage GR8              | Ford Cosworth DFV 3.0L V8 | 326   |
| 6   | Gr.5   | 52 | Gérard Méo                    | Raymond Touroul Alain Cudini                                | Porsche 911 Carrera RSR | Porsche 3.0L Flat-6       | 314   |
| 7   | S 3.0  | 17 | Joest Racing Team             | Ernst Kraus Günther Steckkönig                              | Porsche 908/3           | Porsche 2.1L Turbo Flat-6 | 313   |
| 8   | GTP    | 1  | Inaltera                      | Jean-Pierre Beltoise Henri Pescarolo                        | Inaltera LM             | Ford Cosworth DFV 3.0L V8 | 305   |
| 9   | Gr.5   | 63 | Evon Evertz K.G.              | Heinz Martin Hartwig Bertrams                               | Porsche 911 Carrera RSR | Porsche 3.0L Flat-6       | 302   |
| 10  | Gr.5   | 42 | BMW Motorsport GmbH / Alpina  | Harald Grohs Sam Posey Hughes de Fierlandt                  | BMW 3.5CSL              | BMW 3.5L I6               | 299   |
| 11  | Gr.5   | 54 | Louis Meznarie                | Hubert Striebig Anny-Charlotte Verney Helmut Kirschoffer    | Porsche 934             | Porsche 3.0L Turbo Flat-6 | 298   |
| 12  | GT     | 71 | "Segolen"                     | "Segolen" Michel Ouviére Jean-Yves Gadal                    | Porsche 911 Carrera RSR | Porsche 3.0L Flat-6       | 292   |
| 13  | Gr.5   | 53 | ASA Cachia                    | Thierry Sabine Philippe Dagoreau Jean-Claude Andreut        | Porsche 911 Carrera RS  | Porsche 3.0L Flat-6       | 288   |
| 14  | IMSA   | 77 | Tom Vaugh                     | Tom Vaugh John Rulon-Miller Jean-Pierre Laffeach            | Porsche 911 Carrera RSR | Porsche 3.0L Flat-6       | 283   |
| 15  | S 2.0  | 35 | Daniel Brillat Georges Morand | Georges Morand Francois Trisconi André Chevalley            | Lola T292               | Ford Cosworth 2.0L I4     | 279   |
| 16  | GT     | 57 | Gelo Racing Team              | Tim Schenken Toine Hezemans                                 | Porsche 934             | Porsche 3.0L Turbo Flat-6 | 277   |
| 17  | GT     | 67 | Joël Laplacette               | Joël Laplacette Alain Leroux Georges Bourdillat             | Porsche 911 Carrera RSR | Porsche 3.0L Flat-6       | 273   |
| 18  | Gr.5   | 50 | Thierry Perrier               | Thierry Perrier Guy de Saint-Pierre Martine Rénier          | Porsche 911 Carrera RSR | Porsche 3.0L Flat-6       | 273   |
| 19  | GT     | 65 | Porsche Kremer Racing         | Marie-Claude Charmasson Didier Pironi Bob Wollek            | Porsche 934             | Porsche 3.0L Turbo Flat-6 | 270   |
| 20  | GTP    | 3  | Aseptogyl                     | Christine Dacremont Lella Lombardi                          | Lancia Stratos          | Ferrari 2.4L Turbo V6     | 265   |
| 21  | GTP    | 2  | Inaltera                      | Christine Beckers Jean-Pierre Jaussaud Jean Rondeau         | Inaltera LM             | Ford Cosworth DFV 3.0L V8 | 264   |
| 22  | S 2.0  | 31 | Chandler Ibec                 | Tony Birchenhough Ian Bracey Simon Phillips Brian Joscelyne | Lola T290/4             | Ford Cosworth FVC 2.0L I4 | 252   |
| 23  | Gr.5   | 55 | Almeras Fréres                | Christian Poirot René Boubet                                | Porsche 911 Carrera RSR | Porsche 3.0L Flat-6       | 245   |
| 24  | T      | 95 | Jean-Louis Ravenel            | Jean-Louis Ravenel Jean Ravenel Jean-Marie Détrin           | BMW 3.0CSL              | BMW 3.0L I6               | 237   |

### Neuvrščeni
| Poz | Razred | Št | Moštvo             | Dirkači                                         | Šasija      | Motor                     | Krogi |
| --- | ------ | -- | ------------------ | ----------------------------------------------- | ----------- | ------------------------- | ----- |
| 25  | S 2.0  | 30 | Jean-Marie Lemerle | Jean-Marie Lemerle Alain Lévie Patrick Daire    | Lola T294   | ROC-Simca 2.0L I4         | 218   |
| 26  | GT     | 61 | ASA Cachia         | Jean-Claude Andruet Henri Cachia Jacques Borras | Porsche 934 | Porsche 3.0L Turbo Flat-6 | 203   |
| 27  | GT     | 70 | "Beurlys"          | John Blaton Nick Faure John Goss                | Porsche 934 | Porsche 3.0L Turbo Flat-6 | 168   |

### Odstopi
| Poz | Razred | Št | Moštvo                                      | Dirkači                                                            | Šasija                      | Motor                     | Krogi |
| --- | ------ | -- | ------------------------------------------- | ------------------------------------------------------------------ | --------------------------- | ------------------------- | ----- |
| 28  | Gr.5   | 47 | Porsche Kremer Racing                       | Juan-Carlos Bolanos Eduardo Lopez Negrete Billy Sprowls Hans Heyer | Porsche 935                 | Porsche 2.8L Turbo Flat-6 |       |
| 29  | S 2.0  | 26 | Societé ROC                                 | Alain Flotard Fred Stalder Albert Dufréne                          | Chevron B36                 | ROC-Simca 2.0L I4         |       |
| 30  | GT     | 58 | G.V.E.A. Porsche Club Romand                | Bernard Cheneviére Peter Zbinden Nicolas Bührer                    | Porsche 934                 | Porsche 3.0L Turbo Flat-6 |       |
| 31  | Gr.5   | 46 | Team Brock                                  | Peter Brock Brian Muir Jean-Claude Aubriet                         | BMW 3.5CSL                  | BMW 3.5L I6               |       |
| 32  | GT     | 69 | Schiller Racing Team                        | Claude Haldi Florian Vetsch                                        | Porsche 934                 | Porsche 3.0L Turbo Flat-6 |       |
| 33  | S 3.0  | 18 | Martini Racing Porsche System               | Reinhold Joest Jürgen Barth                                        | Porsche 936                 | Porsche 2.1L Turbo Flat-6 |       |
| 34  | GTP    | 5  | Ecurie T.S.                                 | Guy Chasseuil Claude Ballot-Léna                                   | WM P76                      | Peugeot 2.7L V6           |       |
| 35  | IMSA   | 78 | Diego Febles Racing                         | Diego Febles Alec Poole Hiram Cruz                                 | Porsche 911 Carrera RSR     | Porsche 3.0L Flat-6       |       |
| 36  | S 2.0  | 29 | José Thibault                               | José Thibault Alain Hubert Michel Lateste                          | Lenham                      | Ford Cosworth FVC 1.9L I4 |       |
| 37  | Gr.5   | 44 | A.S.P.M. - Tanday Music                     | Jean-Claude Justice Jean Bélin                                     | BMW 3.5CSL                  | BMW 3.5L I6               |       |
| 38  | Gr.5   | 43 | BMW Motorsport GmbH Schnitzer Motorsport    | Dieter Quester Albrecht Krebs Alain Peltier                        | BMW 3.5CSL                  | BMW 3.5L I6               |       |
| 39  | S 3.0  | 16 | Egon Evertz K.G.                            | Leo Kinnunen Egon Evertz                                           | Porsche 908/3               | Porsche 3.0L Flat-8       |       |
| 40  | S 3.0  | 19 | Renault Sport                               | Jean-Pierre Jabouille Patrick Tambay José Dolhem                   | Renault-Alpine A442         | Renault 2.0L Turbo V6     |       |
| 41  | S 2.0  | 27 | Societé ROC                                 | Francois Servanin Laurent Ferrier                                  | Chevron B36                 | ROC-Simca 2.0L I4         |       |
| 42  | NASCAR | 90 | NASCAR - Donlavey                           | Dick Brooks Dick Hutcherson Marcel Mignot                          | Ford Torino                 | Ford 7.0L V8              |       |
| 43  | GT     | 62 | Philippe Dagoreau                           | Christian Bussi Philippe Gurdjian Christian Gouttepifre            | Porsche 911 Carrera RSR     | Porsche 3.0L Flat-6       |       |
| 44  | GTX    | 72 | William Vollery                             | Jean-Pierre Aeschlimann Roger Dorchy William Vollery               | Porsche 911 Carrera RS      | Porsche 3.0L Flat-6       |       |
| 45  | S 2.0  | 33 | Georges Schäfer                             | Georges Schäfer Jean-Pierre Adatte Riccardo Albanesi               | Chevron B26                 | Ford Cosworth FVC 1.8L I4 |       |
| 46  | Gr.5   | 48 | Jean-Louis Chateau                          | Jean-Louis Chateau Dominique Fornage Jean-Claude Guérie            | Porsche 934/5               | Porsche 3.0L Turbo Flat-6 |       |
| 47  | Gr.5   | 49 | Gelo Racing Team                            | Clemens Schickentanz Howden Ganley                                 | Porsche 911 Carrera RSR     | Porsche 3.0L Flat-6       |       |
| 48  | GT     | 73 | Sionauto 2001                               | Claude Buchet André Haller Jean-Luc Favresse                       | Datsun 260Z                 | Datsun 2.6L I6            |       |
| 49  | IMSA   | 76 | IMSA Camel                                  | John Greenwood Bernard Darniche                                    | Chevrolet Corvette Stingray | Chevrolet 7.0L V8         |       |
| 50  | S 3.0  | 21 | G.V.E.A. Porsche Club Ramond Xavier Lapeyre | Dr. Xavier Lapeyre Bernard Chevanne                                | Lola T286                   | Ford Cosworth DFV 3.0L V8 |       |
| 51  | Gr.5   | 41 | BMW Motorsport GmbH                         | Peter Gregg Brian Redman                                           | BMW 3.0CSL Turbo            | BMW 3.2L Turbo I6         |       |
| 52  | S 2.0  | 36 | Chuck Graeminger                            | Daniel Brillat Michel Degourmois "Depnic"                          | Cheetah G601                | BMW 2.0L I4               |       |
| 53  | Gr.5   | 45 | Hermetite Productions Ltd.                  | John Fitzpatrick Tom Walkinshaw                                    | BMW 3.5CSL                  | BMW 3.5L I6               |       |
| 54  | IMSA   | 75 | IMSA Camel                                  | Michael Keyser Eddie Wachs                                         | Chevrolet Monza             | Chevrolet 5.7L V8         |       |
| 55  | NASCAR | 4  | NASCAR - McGriff                            | Hershel McGriff Doug McGriff                                       | Dodge Charger               | Dodge 5.6L V8             |       |

### Statistika
- Najboljši štartni položaj - #19 Renault Sport - 3:33.01
- Najhitrejši krog - #19 Renault Sport - 3:43.00
- Razdalja - 4769.923km
- Povprečna hitrost - 198.746km/h